# 荻野村 (神奈川県)
荻野村（おぎのむら）は、神奈川県の中央部に位置し愛甲郡に属していた村である。1956年9月30日に厚木市に編入合併した。

## 歴史
- 1889年4月1日 - 町村制施行。上荻野村と中荻野村と下荻野村が合併し荻野村となる。
- 1956年9月30日 - 厚木市に編入された。同時に郡から離脱。

## 地理
- 山：経ヶ岳・華厳山
- 川：荻野川